# Francesco Borgonovo
Francesco Borgonovo (Reggio Emilia, 1º maggio 1983) è un giornalista, saggista e conduttore radiofonico italiano.

## Biografia
Laureato in filosofia all'Università di Bari, diviene giornalista professionista nel 2009. Ha lavorato per il quotidiano Libero, di cui è stato caporedattore e per il quale ha curato, con Alessio Di Mauro e Giuseppe Pollicelli, l'inserto satirico LiberoVeleno.
Dal 20 settembre 2016 lavora al quotidiano La Verità, di cui è vicedirettore; scrive sul settimanale Panorama e ha collaborato con il mensile Il Primato Nazionale, rivista del movimento neofascista e di estrema destra CasaPound, movimento per cui ha anche pubblicato nella sua casa editrice Altaforte, e col canale Byoblu. Ha condotto il programma radiofonico La bomba umana su Radio Libertà (ex Radio Padania Libera). Da settembre 2022 fino al 2024 ha condotto con Francesco Vergovich su Radio Radio il programma Punto e Accapo. Poi è passato alla conduzione di Calibro 8 su Radio Cusano Campus.
Nel corso della sua carriera ha condotto il talk show Iceberg su Telelombardia ed è stato uno degli autori del programma La gabbia andato in onda su LA7 dal 2013 al 2017 condotto da Gianluigi Paragone. Ha partecipato inoltre a numerose conferenze ed eventi organizzati da CasaPound, Movimento Nazionale - La Rete dei Patrioti, Associazione Family Day, il Popolo della Famiglia, Italexit, Fratelli d'Italia e Lealtà Azione.
Da settembre 2023 a luglio 2024 ha condotto il programma ZTL sull'emittente radiofonica nazionale Giornale Radio.

## Opere
- I diari del Duce. La storia vista da un protagonista: DUX, con Nicholas Farrell, Milano, Editoriale Libero, 2005.
- Bobo Craxi, Craxi. Il socialismo dei padri e quello di domani, conversazioni con Francesco Borgonovo, Reggio Emilia, Aliberti, 2006.
- L’invasione. Come gli stranieri ci stanno conquistando e noi ci arrendiamo, con Gianluigi Paragone, Reggio Emilia, Aliberti, 2009.
- La macchina del fango. Manuale per difendersi dagli antiberlusconiani, Guidonia, Coniglio editore, 2011.
- InferMo, con Ottavio Cappellani, Siena, Barbera, 2013.
- Carcarlo Pravettoni. Come truffare il prossimo e vivere felici, con Paolo Hendel, Milano, Mondadori, 2014.
- Bischerock’n roll. Matteo Renzi: una vita a cento all’ora, con Walter Leoni, Cernusco sul Naviglio, Miraviglia, 2014.
- Tagliagole. Jihad Corporation, Milano, Bompiani, 2015.
- L’impero dell’Islam. Il sistema che uccide l’Europa, Milano, Bietti, 2016.
- L'Islam in redazione, con Maurizio Belpietro, Milano, La Verità, 2017.
- Vita selvatica. Manuale di sopravvivenza alla modernità, con Claudio Risé, Torino, Lindau, 2017.
- I segreti di Renzi. Affari, clan, banche, trame, con Maurizio Belpietro e Giacomo Amadori, Milano, Sperling & Kupfer, 2016.
- I segreti di Renzi 2 e della Boschi. Clan, affari, banche e nuove trame, con Maurizio Belpietro e Giacomo Amadori, Milano, Sperling & Kupfer, 2018.
- Islamofollia. Fatti, cifre, bugie e ipocrisie della gioiosa sottomissione italiana, con Maurizio Belpietro, Milano, Sperling & Kupfer, 2017.
- Fermate le macchine! Come ci stanno rubando il lavoro, la salute e perfino l'anima, prefazione di Mario Giordano, Milano, Sperling & Kupfer, 2018.
- Adam. Una storia di immigrazione, con Giuseppe Rava, Ferrogallico, 2019.
- Bibbiano. I fabbricanti di mostri, con Antonio Rossitto, prefazione di Maurizio Belpietro, Milano, La Verità-Panorama, 2019.
- L'era delle streghe. Cronache dalla guerra del sesso, Prefazione di Claudio Risè, Milano, Altaforte, 2019.
- Contro l'onda che sale. Perché le sardine e gli altri pesci lessi della sinistra sono un bluff, Milano, Piemme, 2020.
- La malattia del mondo. In cerca della cura per il nostro tempo, Novara, UTET, 2020, ISBN 978-88-511-8261-8.
- Epidemia di balle. Tutte le bugie che ci hanno raccontato su Covid e vaccini, con Maurizio Belpietro, Antonio Rossitto e Camilla Conti, Milano, La Verità-Panorama, 2021.
- Il regime del gender, con Maurizio Belpietro, Milano, La Verità-Panorama, 2021.
- Conservare l'anima. Manuale per aspiranti patrioti, Prefazione di Marcello Veneziani, Torino, Lindau, 2021, ISBN 978-88-335-3716-0.
- I santoni del virus (prefazione di Maurizio Belpietro), La Verità-Panorama, 2022
- Inquisizione. Cronache dal delirio sanitario, Milano, Signs Publishing, 2022, ISBN 979-12-801-3209-3.
- Guerra in Europa. L'Occidente, la Russia e la propaganda, con Luciano Canfora, Sesto San Giovanni, Oaks Editrice, 2022, ISBN 979-12-801-9048-2.
- Fascismo infinito. L'ossessione per il pericolo nero che ci impedisce di vedere il nuovo regime, Prefazione di Pietrangelo Buttafuoco, Torino, Lindau, 2022, ISBN 978-88-335-3945-4.
- Guerra senza fine, con Toni Capuozzo, Milano, Signs Publishing, 2023, ISBN 979-12-801-3226-0.
- Malefici. Come rompere gli incantesimi del pensiero unico, Milano, Signs Publishing, 2024, ISBN 979-12-801-3236-9.
- Aretè. La decadenza e il coraggio, collana Altrove, Macerata, Liberilibri, 2025, ISBN 979-12-804-4752-4.

### Prefazioni
- Paolo Borgognone, Generazione Erasmus. I cortigiani della società del capitale e la "guerra di classe" del XXI secolo, Sesto San Giovanni, Oaks Editrice, 2017.
- Maria Elena Capitanio, La deriva del femminismo: dalle suffragette al movimento Me Too, Roma, Historica, 2019.
- Fabrizio Vincenti, Welcome Signor Mussolini! L'unico viaggio del Duce a Londra, Massa, Eclettica Edizioni, 2019.
- Jack Donovan, La via degli uomini, San Casciano in Val di Pesa, Passaggio al Bosco, 2020.
- Roberto Giacomelli, Psicopatologia del radical chic: narcisismo, livore e superiorità morale nella sinistra progressista, San Casciano in Val di Pesa, Passaggio al Bosco, 2021.
- Claudio Siniscalchi, Novecento: Fascismo, America e arte in Margherita Sarfatti, Milano, Altaforte, 2022.
- Roberto Vannacci, Il mondo al contrario, II edizione, Rimini, Il Cerchio, 2023.
- Martin Sellner, Remigrazione. Una proposta, San Casciano in Val di Pesa, Passaggio al Bosco, 2025, ISBN 979-12-546-2266-7.

### Curatele
- AA.VV., FaM. Frenulo a Mano. Raccolta di "Letteratura Fica", curatela con Ivano Bariani e Mattia Walker, FaM, 2005.
- Sopra le rovine. Pensieri forti a 30 anni dal collasso del comunismo, curatela con Carlo Fidanza, Massa, Eclettica, 2019.
- Jean Raspail, Contro l'invasione. Il Grande Altro, presentazione di Maurizio Belpietro, Milano, La Verità-Panorama, 2021.
- Jean Raspail, Il Campo dei Santi, collana Pensiero Forte, traduzione di Gianni Correggiari (dall'edizione francese del 2011), Introduzione e curatela di F. Borgonovo, con una nuova Prefazione ("Big Other", 2011) dell'Autore, Presentazione di Maurizio Belpietro, Milano, Panorama, 2025, ISBN 977-05-531-0947-5.